# Brachionus schwoerbeli
Brachionus schwoerbeli is een raderdiertjessoort uit de familie Brachionidae. De wetenschappelijke naam van deze soort is voor het eerst geldig gepubliceerd in 1988 door Koste.